# Frans Persson
Frans Holger Persson (Ystad, 6 december 1891 - Stockholm, 7 januari 1976) was een Zweedse turner. 
Persson won met de Zweedse ploeg de gouden medaille in de landenwedstrijd Zweeds systeem.

## Resultaten

### Olympische Zomerspelen
| Jaar | Plaats    | Resultaten                           |
| ---- | --------- | ------------------------------------ |
| 1920 | Antwerpen | in de landenwedstrijd Zweeds systeem |